# Mike Sexton
Mike Sexton (Shelbyville (Indiana), 22 september 1947 - Las Vegas, 6 september 2020) was een professioneel pokerspeler uit de Verenigde Staten. Sinds 2009 maakt hij deel uit van de Poker Hall of Fame. Ook stond hij bekend als commentator van de World Poker Tour en als woordvoerder van Partypoker.com.
Sexton verdiende tot en met juni 2015 meer dan $5.825.000 in pokertoernooien (cashgames niet meegerekend).
Sexton leed aan prostaatkanker en overleed op 72-jarige leeftijd.

## World Series of Poker bracelets
| Jaar | Toernooi                     | Prijs    |
| ---- | ---------------------------- | -------- |
| 1989 | $1.500 Seven Card Stud Split | $104.400 |

## Boeken
Mike Sexton heeft ook een boek over poker geschreven:
- Shuffle Up and Deal: The Ultimate No Limit Texas Hold 'em Guide (2005) ISBN 0060762519